# 십분간 휴식
십분간 휴식(The Ten-minute Break)은 한국에서 제작된 이성태 감독의 2007년 영화이다. 김원식 등이 주연으로 출연하였다.

## 출연

### 주연
- 김원식
- 이창훈
- 박기덕

## 제작진
- 녹음: 김상운
- 믹싱: 한명환
- 미술: 이성태
- 시각효과: 김태훈